# حسین آهی
حسین آهی (زادهٔ ۳ آذر ۱۳۳۲ در تهران – درگذشتهٔ ۷ مرداد ۱۳۹۸ در تهران)، فرزند علی آهی، شاعر و پژوهشگر اهل ایران بود.

## زندگی
وی تحصیلات مقدماتی را در تهران گذراند و پس از آن بر زبان‌های فارسی، عربی، پهلوی و آلمانی تسلط یافت. آهی در علومی مانند صرف، نحو، منطق، نجوم، فقه، اصول عروض و کلام دست به مطالعه و پژوهش زد و در آن‌ها صاحب‌نظر شد. اوّلین پژوهش‌های او در مباحث شعری و ادبی در سال ۱۳۵۵ ثمره می‌دهد؛ تا آن‌جا که هنوز به ۱۸ سالگی نرسیده‌بود که کتاب بحور شعر فارسی را منتشر می‌سازد و در همان دوران تحسین تنی چند از بزرگان شعر فارسی نظیر: شفیعی کدکنی و مهدی اخوان ثالث را بر خود برمی‌انگیزد. بهاءالدین خرمشاهی نیز به ویژگی‌های این اثر اشاره‌ای داشته‌است.

## صدا و سیما

### با کاروان شعر و موسیقی
اولین برنامهٔ حسین آهی در تلویزیون ایران با کاروان شعر و موسیقی بود که در دههٔ ۱۳۸۰ خورشیدی از شبکه دو سیما پخش می‌شد.

### تماشاگه راز
از اواخر سال ۱۳۸۸ حسین آهی شروع به اجرای برنامهٔ «تماشاگه راز» در شبکهٔ رادیویی فرهنگ نمود. برنامه «تماشاگه راز» همه روزه از ساعت ۱۸:۳۰ تا ۱۹ به وقت تهران از شبکه رادیویی فرهنگ تا اواخر بهمن ماه ۱۳۹۲ پخش می‌شد.
کارشناسی و اجرای این برنامه به عهدهٔ حسین آهی بود و سردبیری و تهیه‌کنندگی آن را سهیلا رضایی به عهده داشت.

### بخش شبانگاهی چهارشنبه‌شب‌های شبکه پیام
در برنامه‌ای دیگر از برنامه‌های صدا و سیما، بخش شبانگاهی رادیو پیام در روزهای چهارشنبه، میزبان حسین آهی بود و او به اشاعهٔ مباحثی در زمینهٔ تاریخ فرهنگ و ادبیات ایران می‌پرداخت.
در قسمتی از برنامه تلویزیونی «رادیو مستند» از شبکهٔ مستند، یکی از شب‌های اجرای حسین آهی به تصویر کشیده شد که از جمله قسمت‌های این برنامه، خواندن ترانهٔ «من به این جملهٔ نمی‌اندیشم» اثر فریدون مشیری بوده‌است.

## حسین آهی در کلام دیگران
نظر مهدی حمیدی در سرآغاز کتاب «دره نجفی»:
«من تصدیق می‌کنم که در طیّ دورهِ دانش‌آموزی، دانشجویی، دبیری، دانشیاری و استادی خود هرگز با کسی مواجه نشده‌ام که یک دهم اطلاعاتِ عروضی آقای حسین آهی را داشته باشد. در یک جمله بگویم: اگر این جوان (در هفده سالگی ایشان) در پی آن بود که استادی کرسیِ عروض را در دانشگاه احراز کند (و برای این کار از من نمره‌ای می‌خواستند، با آنکه در تمام دوران استادی خود هیچ‌گاه چنین کاری نکرده‌ام) به او بی‌مضایقه نمرهِ بیست می‌دادم.»
امیری فیروزکوهی: 
«به نظر و سلیقهِ من و شاید اکثر اهل ادب تاکنون در تسهیل علم عروض، چنین صورتی ابتکاری از طرف آن همه مؤلف به وجود نیامده و کاری‌ست کاملاً ابتکاری، در مجموع خدمت و زحمت این جوان دانشمند یعنی «آقای حسین آهی» را جز با قدردانی و سپاس مقابله نمی‌توان.»
حسن سادات ناصری: 
آقای حسین آهی، شمس قیس روزگار ماست.
میلاد عظیمی:
«حسین آهی درگذشت. رحمت خدا بر او باد. یکی از معدود اشخاصی که در صداوسیما بود و سواد و ذوق ادبی داشت. شیفتهٔ شعر و ادبیات و موسیقی بود. پرشور بود. شر و شورش را هنگام شعرخوانی دوست داشتم. حال و حالتی داشت. به عروض پیچیده بود و فهرست عروضی اشعار برخی شاعران کهن را استخراج کرده بود.»
یاور همدانی‌‌‌ از دوستان نزدیک او چنین شعری برای درگذشت او سروده بود:
 | آن که با عشق بود و آگاهی   |  | خصم خودکامگی و خودخواهی |
| ای دریغا که زود رفت از دست |  | دانشی‌دوست، حضرت آهی     |

## مقالات منتشرشده در کیهان فرهنگی
1. فروردین ۱۳۶۳، در مقاله‌ای با عنوان «یاد در سال‌مرگ استاد محمّدعلی ریاضی»، به بررسی آثار و احوال محمّدعلی ریاضی یزدی در ادب فارسی می‌پردازد.[۱۹]
2. مهر ۱۳۶۳، در مقاله «مرثیه آفتاب»، به بررسی تألیفات عمان سامانی و به خصوص مدحیه‌ها و مراثی وی در مورد اهل بیت می‌پردازد.[۲۰]
3. آبان ۱۳۶۳، حسین آهی به همراه مهرداد اوستا، مهدی درخشان و محمّد روشن در منزل محمّدتقی مدرّس رضوی حاضر می‌شوند و مصاحبه‌های آن‌ها ذیل مقاله «استاد محمد تقی مدرس رضوی بزرگ معرف سنایی و خواجه نصیر» منتشر می‌شود. حسین آهی در آن‌جا به تصحیح و توضیح «المعجم فی معاییر اشعارالعجم» صورت گرفته توسط مدرّس رضوی اشاره می‌کند و مدرّس رضوی را تکمیل‌کننده کار عظیم ادوارد براون و محمّد قزوینی در جمع‌آوری المعجم برمی‌شمرد.[۲۱]
4. در طی سال‌های دهه ۶۰ هجری شمسی، آهی در ذیل مقالاتی با عنوان «نگاهی به کتاب‌های تازه» به معرفی و نقد کوتاهی از کتب منتشر شده در آن زمان اقدام می‌کند.[۲۲][۲۳][۲۴][۲۵]

## مقالات منتشرشده در ماهنامه حافظ
1. در شماره ۶۹، در اردیبهشت ۱۳۸۹ تحت عنوان «نقدی بر مناظره مکتوب امین و امیری فیروزکوهی»، آهی مقاله‌ای انتقادی را پیرامون قصیدهٔ «فریده» سیّدکریم امیری فیروزکوهی و اظهار نظری در باب عدم رعایت اصل آزادی و عدم رعایت حقوق بشر توسط سید حسن امین در شماره ۶۸ همین ماهنامه، می‌پردازد.[۲۶]

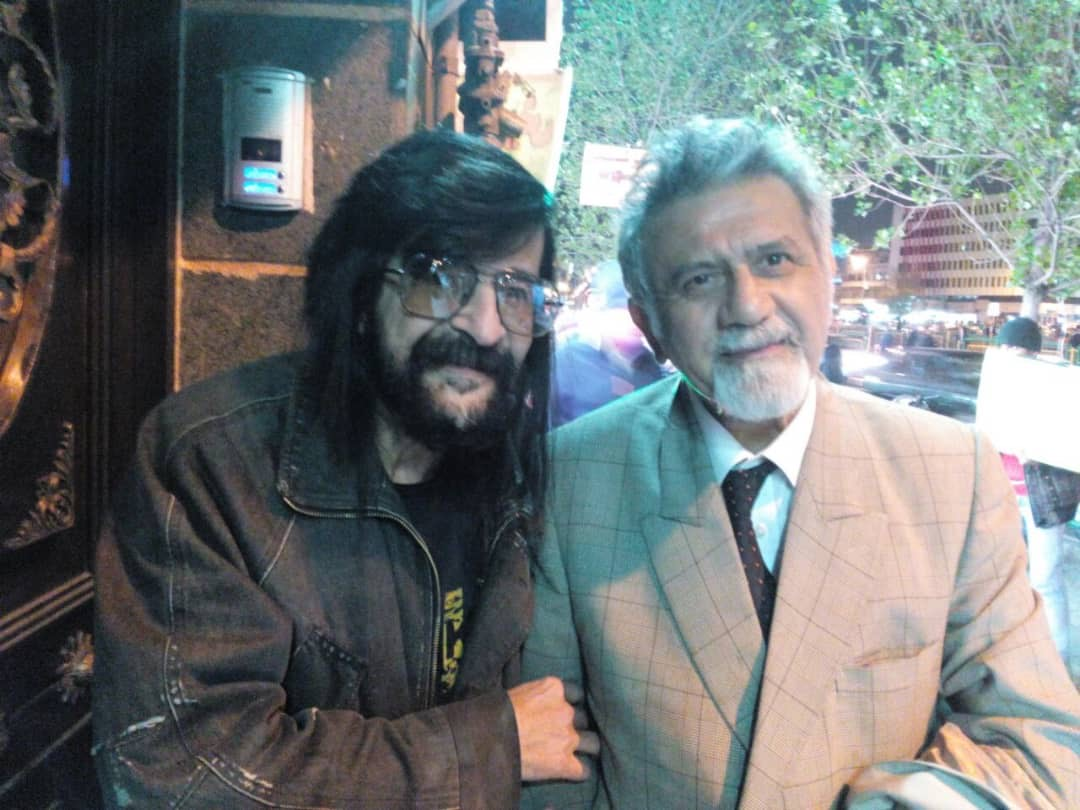
استاد حسین آهی و پروفسور حسن امین

1. در شماره ۷۰، در خرداد ۱۳۸۹ آهی در مقاله‌ای با عنوان «وزن‌های قالب مثنوی»، به بررسی هفت بحر، از متداول‌ترین بحور مثنوی می‌پردازد و در آن مقاله بحر «خفیف مـَخبون اَصلَم مُسَبَّع» را بهترین بحر برای سرایش مثنوی برمی‌شمرد و از مصادیق آن «هفت پیکر نظامی»، «سیرالعباد الی المعاد، کارنامه بلخ و طریق‌التحقیق از سنایی» و «جام جم اوحدی مراغه‌ای» را یاد می‌کند.[۲۷]

1. در شماره ۹۵، در تیر ۱۳۹۱ تحت عنوان «آمار کامل عروضی دیوان حافظ»، به بررسی بحرهای به کار رفته در غزلیات خواجه حافظ شیرازی پرداخته و فهرستی کامل از آن‌ها را به ترتیب فراوانی و علاقهٔ خواجه حافظ در استفاده از آن بحرها ارائه نموده‌است.[۲۸]
2. در بسیاری از شماره‌های ماهنامه حافظ، اشعار آهی تحت عنوان‌هایی چون «با شاعران امروز»، «سه غزل از سه استاد» و «۱۲ شعر دیگر برای ماهنامه حافظ و سردبیرش» به چاپ می‌رسد.[۲۹][۳۰][۳۱][۳۲][۳۳]

همچنین در نشریاتی چون «هنر و معماری» و «زمانه» اشعار و سخنان حسین آهی به صورت پراکنده به چاپ رسیده‌است.

## غزلی از حسین آهی
| روشن از مهریم، خورشید جهان‌گردیم ما      |  | در هوای عشق امّا کمتر از گردیم ما    |
| گرچه روشن نیست چشم روزنی از برق شوق     |  | کوچه‌های پرسه را، رندان شب‌گردیم ما   |
| تا برآییم از غبار شب به قصر آفتاب       |  | ذرّه‌آسا بر مدار مهر می‌گردیم ما       |
| در لباس فقر، کوس پادشاهی می‌زنیم         |  | چون نیفرازیم سر بر آسمان؟ فردیم ما  |
| شاه مات افتاد و برشد شحنه بر اسب مراد   |  | بر سر خود کس چه می‌داند چه آوردیم ما |
| دامن پاکم به مدح شیخ و شاه آلوده نیست   |  | عرصه آزادگی را بی‌هماوردیم ما        |
| حرمت مام وطن را داشتیم از مهر، پاس      |  | هرچه را بردند اینان، بازآوردیم ما   |
| لالهٔ دل؛ شعله‌ور، در خون تپید از داغ عشق |  | تا چراغی بر مزار خویش برکردیم ما    |
| کاش درگیرد دمی، از دود دل‌ها آتشی        |  | داد؛ کز بی‌داد دی، دیریست دم‌سردیم ما |
| طبع «مشفق» گرم؛ «آهی»! کآفتاب زندگیست   |  | ورنه از بی‌مهری گردون چه می‌کردیم ما  |

## آثار (تألیفات و تصحیحات)
1. ب‍ررس‍ی ج‍ام‍ع‍ی در بحور شعر فارسی، انتشارات خزر، ۱۳۵۵[۳۶] و به صورت پاورقی در مجله سروش از سال ۱۳۶۱ تا ۱۳۶۲.
2. حاشیه بر ارث شرح لمعهِ شهیدین، انتشارات نور دانش، قم، ۱۳۵۴.
3. فهرست کامل عروضی دیوان ناصر خسرو، انتشارات فروغی، ۱۳۵۶.
4. حواشی و تعلیقات و تصحیح المعجم شمس قیس، انتشارات خزر، ۱۳۵۶.
5. فرهنگ اصطلاحات ادبی، انتشارات حیدر بابا، ۱۳۶۰.
6. اصول زبان فارسی، انتشارات حیدربابا، ۱۳۶۰.
7. فنون شعر فارسی (بدیع و بیان)، انتشارات حیدربابا، ۱۳۶۰.
8. فصول شعر و اصول شاعری، سلسله مقالات مندرج در مجله سروش در ۶۵ شماره از سال ۱۳۶۲.
9. دی‍وان ف‍ی‍ض‍ی ب‍زرگ‍ت‍ری‍ن ش‍اع‍ر س‍دهٔ ده‍م س‍رزم‍ی‍ن ه‍ن‍د، به کوشش حسین آهی، انتشارات فروغی، ۱۳۶۲.[۳۷]
10. دُرّهٔ ن‍ج‍ف‍ی؛ در ع‍ل‍وم ع‍روض، ب‍دی‍ع، ق‍اف‍ی‍ه، به کوشش حسین آهی، انتشارات فروغی، ۱۳۶۲.[۳۸]
11. تصحیح کامل معیارالاشعار خواجه نصیر طوسی، انتشارات سروش، ۱۳۶۲.
12. فنون ادبی (عروض فارسی)، از سلسله کتاب‌های درسی آموزش و پرورش برای سال چهارم دبیرستان‌ها، ۱۳۶۳.
13. فهرست کامل عروضی دیوان قطران تبریزی، انتشارات خزر، ۱۳۶۲.
14. خیام‌شناسی، انتشارات سروش، ۱۳۶۳.
15. فرهنگ‌نامه آلمانی فارسی، ناشر مدرسه ایرانیان در آلمان، ۱۳۶۵.
16. هفتاد قاعده، ناشر، مدرسه ایرانیان در شهر کلن آلمان، ۱۳۶۶.
17. ک‍ل‍ی‍ات دی‍وان م‍ولان‍ا ب‍ی‍دل ده‍ل‍وی، به کوشش حسین آهی، انتشارات فروغی، ۱۳۶۶.[۳۹]
18. مقدمه و حواشی بر دیوان عمادالدین نسیمی، انتشارات فروغی، ۱۳۶۹.[۴۰]
19. فهرست عروضی حافظ، انتشارات اسدی، ۱۳۷۱.
20. دیوان ریاضی یزدی، حواشی و تصحیح و مقدمه، انتشارات اسدی، ۱۳۷۱.[۴۱]
21. تصحیح و شرح دیوان کامل بیدل، انتشارات معین، ۱۳۷۶.[۴۲]
22. خوانش و شرح کامل ابیات غزلیات حافظ در «دانشنامه چندرسانه‌ای حافظ»، مرکز تحقیقات کامپیوتری علوم اسلامی، پایگاه نورسافت، شابک: ۹۷۸۶۰۰۲۳۶۱۰۵۹، ۱۳۹۱.[۴۳]
23. پیشگفتاری در شاهنامه‌شناسی در «بزرگترین نرم‌افزار چند رسانه‌ای شاهنامه فردوسی»، مرکز تحقیقات کامپیوتری علوم اسلامی، پایگاه نورسافت، شماره شناسنامه اثر: ۶۹–۱۱۲–۳۸، ۱۳۹۲.[۴۴]
24. قرائت متن کامل مثنوی معنوی در «سپهر سخن مولانا»، مرکز تحقیقات کامپیوتری علوم اسلامی، پایگاه نورسافت، شماره شناسنامه اثر: ۰۳۸۹۲۸–۰۰۵۳۸–۸، ۱۳۹۲، با همراهی امیر نوری.[۴۵]

## درگذشت
حسین آهی، شب ۷ مرداد ۱۳۹۸ پس از سال‌ها بیماری بر اثر ابتلا به بیماری سرطان لنفاوی در منزل خود در تهران درگذشت.

## نگارخانه

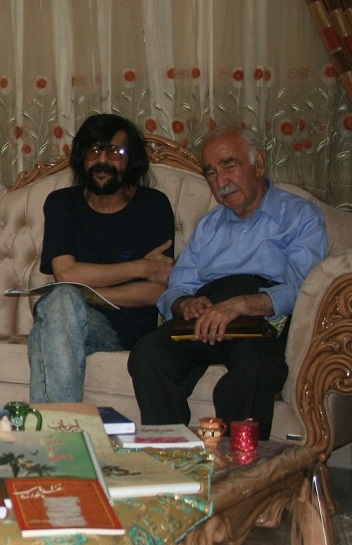
یاورهمدانی و حسین آهی، جمعه ، ۳۰ تیر ۱۳۹۶، انجمن ادبی جامی